# Les Hautes Vallées
Les Hautes Vallées is een samenwerkingsverband (fr. communauté) tussen negen gemeenten in het Franse departement Gers (regio Occitanie). De communes maken deel uit van het kanton Masseube in het arrondissement Mirande.

## Het samenwerkingsverband
Les Hautes Vallées is een samenwerkingsverband tussen negen gemeenten in de bovenloop van de Arrats en de Gimone. Zo'n verband wordt ook wel afgekort een EPCI (établissement public de coopération intercommunale ) genoemd. De samenwerking werd op 20 december 2000 gestart. Voorzitter van het verband is Georges Barthe (2011). Les Hautes Vallées heeft een kantoor in Saint-Blancard. In het 74,8 km² grote gebied van het verband wonen 976 (2008) mensen. Dat zijn er dus 13,1 per vierkante kilometer.

## De deelnemers
De negen deelnemende communes zijn:
- Arrouède
- Aussos
- Cap d'Astarac
- Lalanne-Arqué
- Manent-Montané
- Monties